# Rosmaninhal
Rosmaninhal is een plaats (freguesia) in de Portugese gemeente Idanha-a-Nova en telt 733 inwoners (2001). De plaats was van 1510 tot 1836 het centrum van het district. In 1836 werd Rosmaninhal geheel verlaten en werd de plaats geannexeerd door Salvaterra do Extremo. In Rosmaninhal bevinden zich restanten van een kasteel van de Tempeliers. De gemeente heeft op de fundamenten ervan een begraafplaats gebouwd.